# 三洞站
三洞站（：／ Samdong yeok */?）是京江線沿線的一座高架車站，位於韓國京畿道廣州市中垈洞。

## 車站結構
站體為2面2線側式月台的高架車站，候車月台設有月台幕門。

### 月台配置
| ↑ 二梅     |
| \| 下      |
| 京畿廣州 ↓ |

| 月台 | 路線              | 目的地                         |
| ---- | ----------------- | ------------------------------ |
| 上行 | ●首都圈電鐵京江線 | 二梅、板橋方向                 |
| 下行 | ●首都圈電鐵京江線 | 京畿廣州、利川、夫鉢、驪州方向 |

## 歷史
- 2016年9月24日：落成啟用。

## 車站周邊
- 清明寺
- 京忠大路（朝鲜语：경충대로）
- 城南市殯儀館

## 圖片

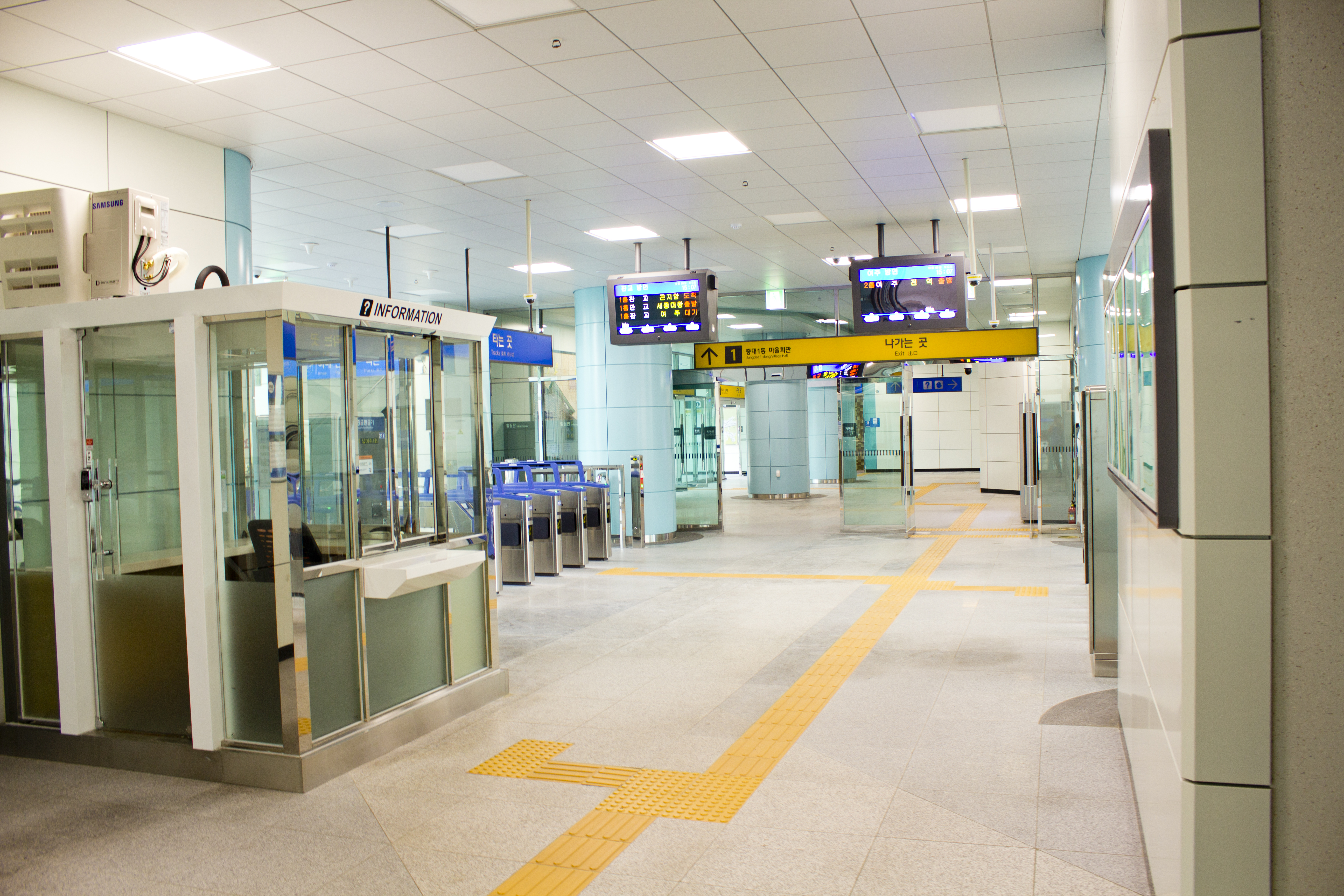
車站大廳
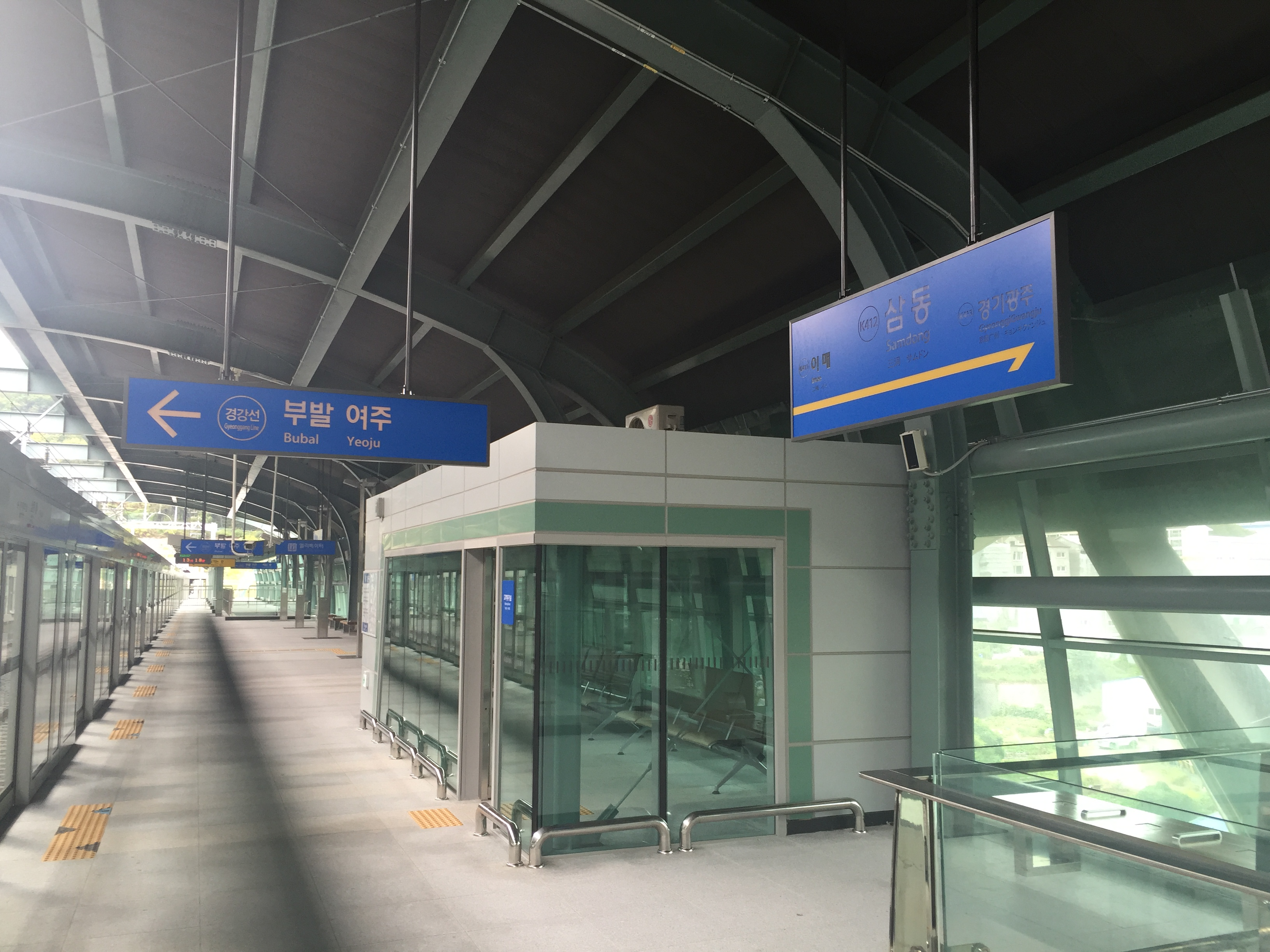
候車月台
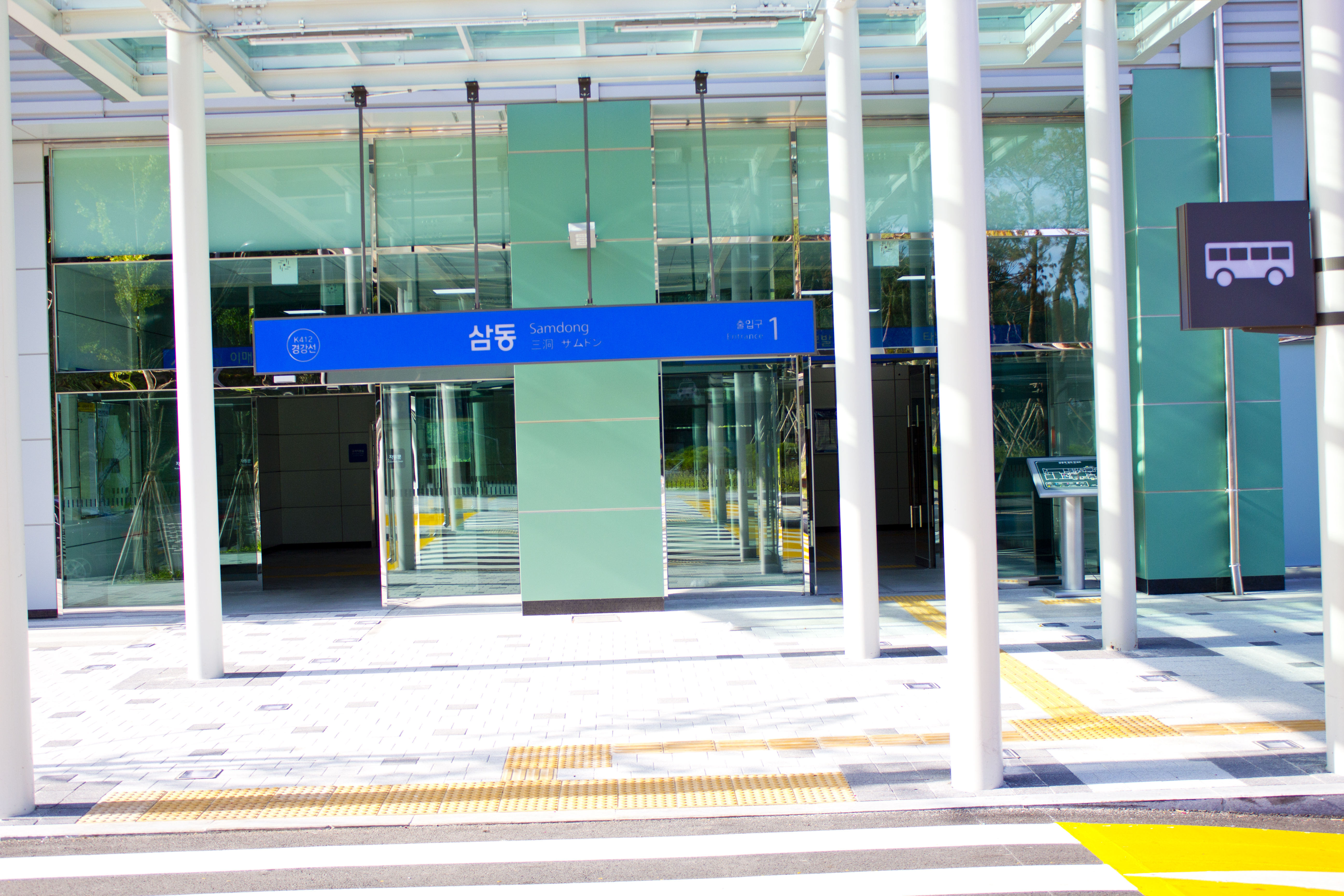
1號出口
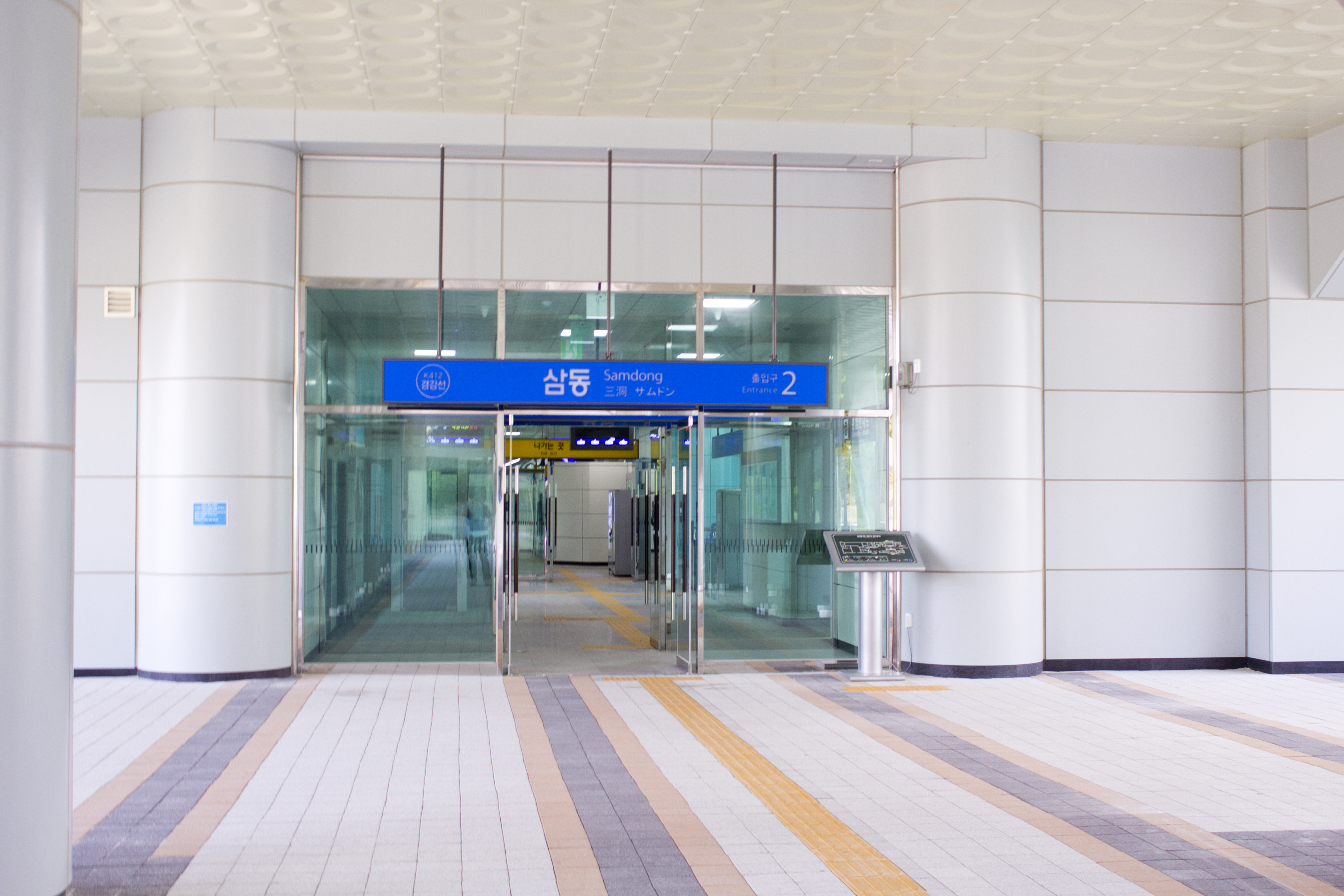
2號出口
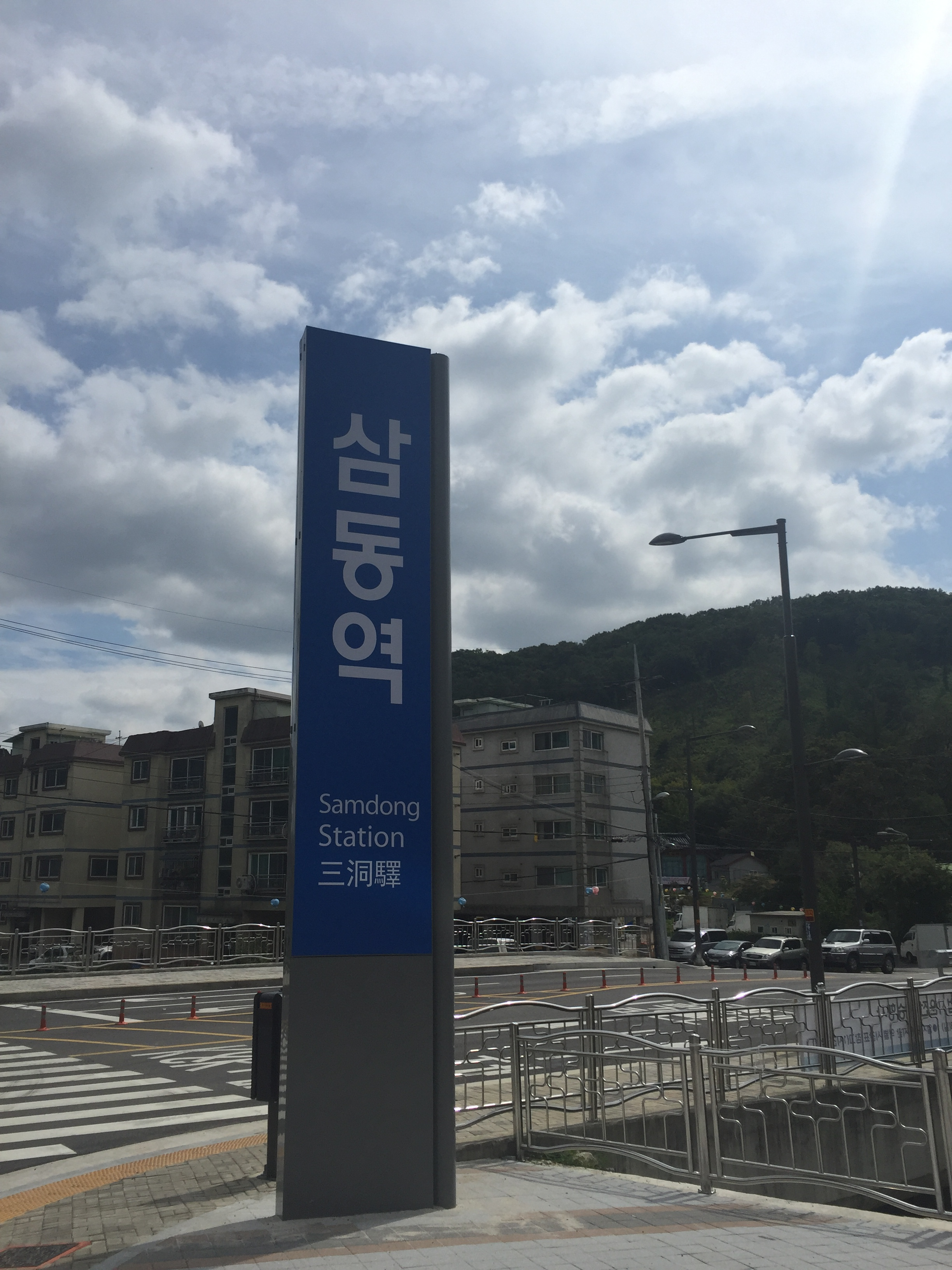
側柱站牌

## 相鄰車站
韓國鐵道公社
●首都圈電鐵京江線
二梅（K411）－三洞（K412）－京畿廣州（K413）